# バックアイ県
バックアイ県（バックアイけん、ベトナム語：Huyện Bác Ái / 縣博愛?）は、ベトナム社会主義共和国ニントゥアン省の県。面積は1027 km²、人口は27,204人（2017年）である。

## 行政区画
9社から構成される。